# Physalospora eucalypti
Physalospora eucalypti är en lavart som först beskrevs av Leon Louis Rolland, och fick sitt nu gällande namn av Schrantz 1960. Physalospora eucalypti ingår i släktet Physalospora och familjen Hyponectriaceae.   Inga underarter finns listade i Catalogue of Life.